# Филип Дитрих (Валдек)
Филип Дитрих (Филип Теодор) фон Валдек-Айзенберг (на немски: Philipp Dietrich (Philipp Theodor) fon Waldeck-Eisenberg; * 2 ноември 1614 в Аролзен; † 7 декември 1645 в Корбах) е от 1640 г. до смъртта си граф на Валдек-Айзенберг.
Той е син на граф Волрад IV фон Валдек-Айзенберг (1588 – 1640) и съпругата му Анна фон Баден-Дурлах (1587 -1649), дъщеря на маркграф Якоб III фон Баден-Хахберг и богатата наследничка графиня Елизабет от Паландт-Кюлемборг в днешна Нидерландия.
Брат е на Георг Фридрих (1620 – 1692), първият княз на Валдек, и на генералмайор Волрад V (1625 – 1657).
Брат му Георг Фридрих поема след смъртта му 1645 г. регентството за малолетния му син Хайнрих Волрад.
Филип Дитрих наследява територии от майка си. Той резидира в замък Айзенберг в Корбах и в Кюлемборг.

## Фамилия
Филип Дитрих се жени на 25 август 1639 г. в Кюлемборг за графиня Мария Магдалена фон Насау-Зиген (1622 – 1647), дъщеря на граф граф Вилхелм фон Насау-Зиген-Хилхенбах (1592 – 1642) и графиня Кристина фон Ербах (1596 – 1646). Те имат три деца:
- Амалия Катарина (1640 – 1699), омъжена на 26 декември 1664 г. в Аролзен за граф Георг Лудвиг I фон Ербах-Ербах (1643 – 1693)
- Хайнрих Волрад (1642 – 1664), граф на Валдек-Айзенберг, женен на 27 януари 1660 г. за графиня Юлиана Елизабет фон Валдек (1637 – 1707), дъщеря на граф Филип VII фон Валдек-Вилдунген и графиня Анна Катарина фон Сайн-Витгенщайн
- Флорент Вилхелм (1643 – 1643)